# Шариф, Шаббир
Шаббир Шариф (англ. Shabbir Sharif), (1943—1971) — пакистанский военный, погиб во время третьей индо-пакистанской войны. Посмертно награждён высшей военной наградой Пакистана — Нишан-я-Хайдер.

## Биография
19 апреля 1964 года Шаббир вступил в ряды вооружённых сил Пакистана. 3 декабря 1971 года майор Шариф командовал ротой солдат, ему было приказано захватить укреплённый холм возле деревень Гурмукх Кхера и Беривала в секторе Сулеманки. В этих населённых пунктах располагались крупные воинские формирования индийцев.
Майор Шариф провёл свою роту через минное поле, затем они переплыли через реку (попав под огонь тяжёлой артиллерии и автоматического огня). Выбравшись на берег он повёл солдат в лобовую атаку и ему удалось оттеснить индийцев из их укреплённых окопов уже к вечеру 3 декабря. 43 индийца были убиты в результате этого сражения, ещё 28 были взяты в плен. Кроме того, четыре индийских танка были уничтожены. Шаббир Шариф во время боя скончался от полученных ранений.